# قمة الرياض 2022
قمة الرياض 2022، هي سلسلة قمم دعا إليها الملك سلمان بن عبد العزيز، على أن تعقد ما بين 7 و9 ديسمبر 2022 بمناسبة زيارة الرئيس الصيني شي جين بينغ إلى المملكة العربية السعودية، في زيارة دولة تستغرق يومين. بدأت أولى تلك القمم بانعقاد «قمة الرياض للتعاون والتنمية» وهو اجتماع ثنائي بين قيادتي المملكة العربية السعودية وجمهورية الصين الشعبية، تلاها «قمة الرياض الخليجية الصينية للتعاون والتنمية»، وهو مؤتمر قمة خليجية صينية يضم قادة مجلس التعاون الخليجي والقيادة الصينية، ثم تلاها «قمة الرياض العربية الصينية للتعاون والتنمية»، وهي قمة عربية صينية كان مُخططًا أن يحضرها 14 رئيس دولة عربية.

## المشاركون
- الصين – شي جين بينغ
- السعودية – محمد بن سلمان بن عبد العزيز.
- الجزائر – أيمن بن عبد الرحمان.
- مصر – عبد الفتاح السيسي.
- قطر – تميم بن حمد آل ثاني.
- فلسطين – محمود عباس.
- تونس – قيس سعيد.
- العراق – محمد شياع السوداني.
- موريتانيا – محمد ولد الغزواني.
- الكويت – مشعل الأحمد الجابر الصباح.
- الإمارات العربية المتحدة – محمد بن راشد آل مكتوم.
- الصومال – حسن شيخ محمود.
- جزر القمر – غزالي عثماني.
- جيبوتي – إسماعيل عمر جيلي.
- البحرين – محمد بن مبارك آل خليفة.
- لبنان – نجيب ميقاتي.
- عُمان – فهد بن محمود آل سعيد.
- السودان – عبد الفتاح البرهان.
- المغرب – عزيز أخنوش.
- الأردن – الحسين بن عبد الله الثاني.
- ليبيا – محمد المنفي.
- اليمن – رشاد محمد العليمي.